# Collin Veijer
Collin Veijer (Staphorst, 19 febbraio 2005) è un pilota motociclistico olandese.

## Carriera

### Gli inizi
Nel 2018 gareggia nella categoria PreMoto3 del Campionato Italiano Velocità dove, in sella ad una Speed Up ottiene quattro vittorie ed è vice-campione. Nel 2019, con la stessa squadra, passa alla classe Moto3 del CIV. Termina il campionato al quinto posto con due piazzamenti a podio.
Nel 2020, Veijer si iscrive alla Red Bull MotoGP Rookies Cup dove ottiene il decimo posto in classifica. L'anno seguente oltre a una seconda stagione nella Rookies Cup partecipa anche al Campionato CEV Moto3 Junior. In entrambe le serie non ottiene grandi risultati. Le cose cambiano nel 2022 dove,  nella Rookies Cup ottiene tre vittorie e diventa vice-campione nella serie dietro José Antonio Rueda. Lo stesso anno partecipa al campionato JuniorGP con la KTM, Veijer ottiene due vittorie e chiude sesto in classifica.

### Motomondiale
Nel 2023 Veijer entra nel Motomondiale correndo nella classe Moto3 con la Husqvarna del team Liqui Moly Husqvarna Intact GP. Il pilota olandese ottiene risultati altalenanti, nel Gran Premio d'Austria ottiene la Pole e il suo miglior risultato in gara chiudendo quarto. Mentre nel Gran Premio di Catalogna si frattura un piede saltando la corsa. Ritorna in pista regolarmente nel Gran Premio della Riviera di Rimini dove ottiene un buon quinto posto, dopo altri due quarti posti, in Thailandia riesce a conquistare il suo primo podio nel Motomondiale arrivando terzo al traguardo. Nella corsa successiva in Malesia, Veijer ottiene la sua prima vittoria davanti a Ayumu Sasaki (un pilota olandese non vinceva nel Motomondiale da 33 anni). Veijer chiude la sua prima stagione al settimo posto con 149 punti conquistati.
Per la stagione 2024 continua in Moto3 rimanendo legato al team Liqui Moly Husqvarna Intact GP, il nuovo compagno di squadra è Tatsuki Suzuki. Dopo due piazzamenti a punti ed un ritiro nelle prime tre gare, ad Jerez nel Gran Premio di Spagna conquista la sua seconda vittoria iridata davanti a David Muñoz. Nella gara successiva a Le Mans chiude di nuovo a podio, terminando la gara in terza posizione. Dopo un quarto posto in Catalogna, colleziona due secondi posti al Mugello e ad Assen. In Germania ottiene la prima Pole stagionale chiudendo però la gara fuori dai punti a causa di una caduta. Chiude terzo anche in Gran Bretagna e secondo in Aragona. Conclude il campionato in terza posizione.

## Risultati nel motomondiale
| 2023 | Classe | Moto      |    |    |    |    |    |   |     |   |   |   |    |   |     |    |   |   |   |   |    |   |  |  | Punti | Pos. |
| ---- | ------ | --------- | -- | -- | -- | -- | -- | - | --- | - | - | - | -- | - | --- | -- | - | - | - | - | -- | - |  |  | ----- | ---- |
| 2023 | Moto3  | Husqvarna | 12 | 22 | 13 | 23 | 15 | 6 | Rit | 7 | 9 | 4 | NP | 5 | Rit | 11 | 4 | 4 | 3 | 1 | 10 | 4 |  |  | 149   | 7º   |

| 2024 | Classe | Moto      |   |   |     |   |   |   |   |   |    |   |   |   |   |   |     |   |    |   |   |    |  |  | Punti | Pos. |
| ---- | ------ | --------- | - | - | --- | - | - | - | - | - | -- | - | - | - | - | - | --- | - | -- | - | - | -- |  |  | ----- | ---- |
| 2024 | Moto3  | Husqvarna | 5 | 6 | Rit | 1 | 3 | 4 | 2 | 2 | 18 | 3 | 5 | 2 | 5 | 3 | Rit | 2 | 18 | 3 | 5 | 10 |  |  | 242   | 3º   |

| 2025 | Classe | Moto  |    |    |    |    |    |     |     |     |    |    |    |    |   |  |  |  |  |  |  |  |  |  | Punti | Pos. |
| ---- | ------ | ----- | -- | -- | -- | -- | -- | --- | --- | --- | -- | -- | -- | -- | - |  |  |  |  |  |  |  |  |  | ----- | ---- |
| 2025 | Moto2  | Kalex | 20 | 24 | 10 | 13 | 14 | Rit | Inf | Inf | 20 | 14 | 16 | 16 | 8 |  |  |  |  |  |  |  |  |  | 21    |      |

| Legenda | 1º posto        | 2º posto            | 3º posto            | A punti      | Senza punti        | Grassetto – Pole position Corsivo – Giro più veloce |
| Legenda | Gara non valida | Non qual./Non part. | Ritirato/Non class. | Squalificato | '-' Dato non disp. | Grassetto – Pole position Corsivo – Giro più veloce |